# Sân bay quốc tế Tribhuvan

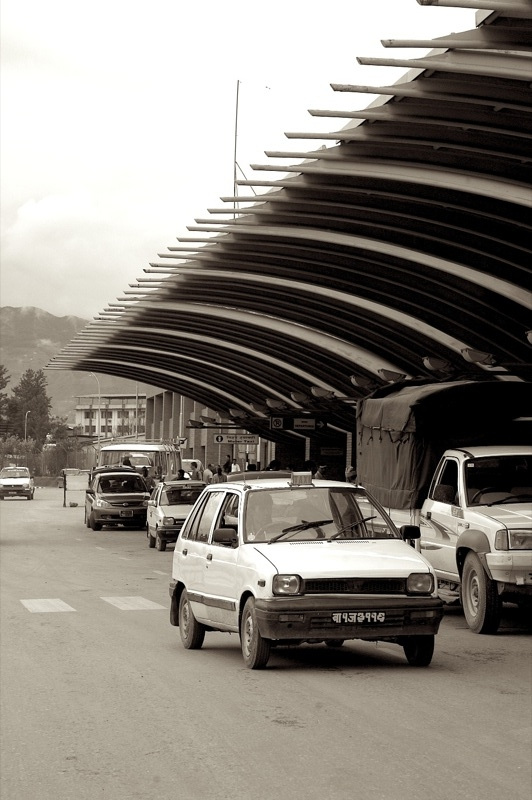

Sân bay quốc tế Tribhuvan (IATA: KTM, ICAO: VNKT) là một sân bay quốc tế ở Kathmandu, Nepal.
Tribhuvan là sân bay quốc tế duy nhất ở Nepal. Có 2 nhà ga quốc tế và quốc nội. Hiện tại có 22 hãng hàng không quốc tế hoạt động tại đây kết nối Nepal với châu Á, châu Âu và Trung Đông. Sân bay này nằm cách trung thành phố, ở trong thung lũng Kathmandu.

## Các hãng hàng không và các tuyến điểm
Nội địa
- Agni Air (Bhairahawa, Bharatpur, Biratnagar, Jumla, Nepalgunj)
- Buddha Air (Bhadrapur, Bhairahawa, Bharatpur, Janakpur, Pokhara, Simara)
- Cosmic Air (Bhairawa, Bharatpur, Biratnagar, Nepalganj, Pokhara, Simara, Tumlingtar)
- Gorkha Airlines (Bhairahawa, Bharatpur, Biratnagar, Jumla, Nepalgunj)
- Nepal Airlines (Bhadrapur, Bharatpur, Bhojpur, Biratnagar, Dhangadi, Lukla, Nepalgunj, Phaplu, Pokhara, Ramechhap, Rumjatar, Simara, Surkhet, Tumlingtar)
- Yeti Airlines (Bhadrapur, Bhairawa, Bharatpur, Birantnagar, Lamidanda, Lukla, Meghauli, Nepalganj, Phaplu, Pokhara, Rumjatar, Simara)

Các chuyến bay thuê bao của Yeti Airlines.
Buddha Air, Cosmic Air, Nepal Airlines and Yeti Airlins fly mountain flights.
Quốc tế

- Air Arabia (Sharjah)
  - Fly Yeti (Kuala Lumpur, Sharjah, Abu Dhabi, (các chuyến sẽ được triển khai sớm: Doha, Riydah, Singapore, Seoul, New Delhi, Bangkok và Hồng Kông)
- Air China (Thành Đô, Lhasa)
- Biman Bangladesh Airlines (Dhaka)
- China Southern Airlines (Quảng Châu)
- Dragonair (Hồng Kông)
- Druk Air (Delhi, Kolkata, Paro)
- GMG Airlines (Dhaka)
- Gulf Air (Bahrain, Riyadh, Dammam)
- Indian Airlines (Delhi, Kolkata, Varanasi)
- Jet Airways (Delhi)
- Jetlite (Delhi, Hyderabad)
- Korean Air (Seoul-Incheon)
- Nepal Airlines (Bangalore, Bangkok-Suvarnabhumi, Delhi, Dubai, Hồng Kông, Kuala Lumpur, Osaka-Kansai, Thượng Hải-Phố Đông)
- Orient Thai Airlines (Bangkok-Suvarnabhumi) [6]
- Pakistan International Airlines (Karachi, Lahore)
- Qatar Airways (Doha)
- SilkAir (Singapore)
- Thai Airways International (Bangkok-Suvarnabhumi)

Vietnam Airlines (Hồ Chí Minh - Đà Nẵng - Hà Nội)

## Các hãng đã hoạt động
- Aeroflot (Moscow, New Delhi)
- Air Nepal International (dừng năm 2006) (Bangkok, Doha, Dubai, Kuala Lumpur)
- Austrian Airlines (Vienna, April 2007)
- Lufthansa (Frankfurt,Munich, Karachi)
- Necon Air (dừng năm 2003) (Patna, Varanasi)
- Singapore Airlines (Dhaka, Singapore, tháng 5 năm 2002)
- Transavia (Amsterdam, Sharjah)
- Martinair (Amsterdam, tháng 2 năm 2006)

## Tai nạn và sự cố
- Chuyến bay số 311 của Thai Airways International – ngày 31 tháng 7 năm 1992, chiếc Airbus 310-304 rơi ở Vườn quốc gia Langtang, làm 113 người trên máy bay tử nạn.
- Chuyến bay số 268 của PIA – ngày 28 tháng 9 năm 1992, chiếc Airbus A300B4-203 rơi lúc hạ cánh tại sân bay này, làm 167 người thiệt mạng.
- Ngày 17 tháng 1 năm 1995 - De Havilland Canada DHC-6 Twin Otter 300 (9N-ABI) của Royal Nepal Airlines, chuyến bay số RA133 từ Kathmandu đến Rumjatar bị tan nạn làm một phi hành đoàn và 1 hành khách tử nạn.[7]
- Ngày 5 tháng 9 năm 1999 - chuyến bay 128 của Necon Air từ Pokhara đi Kathmandu, một chiếc BAe 748-501 Super 2B (9N-AEG), đâm vào tháp thông tin của Nepal Telecommunication Corporation và rơi vào khu rừng cách Kathmandu 25 km khi hạ xuống Tribhuvan. Tất cá 10 hành khách và 5 phi hành đoàn tử nạn.[8]